# Velmira
A Velmira a szláv Velimir férfinév női párja, jelentése nagy + béke.

## Gyakorisága
Az 1990-es években szórványos név, a 2000-es években nem szerepel a 100 leggyakoribb női név között.

## Névnapok
- október 9.[2]